# Renaissance Construction
Die Renaissance Construction ist ein russischer Baukonzern, der der Rönesans Holding des türkischen Milliardärs Erman Ilıcak gehört. Er wurde 1993 in Sankt Petersburg gegründet.
2015 übernahm die Wiener Renaissance Construction AG die deutsche Heitkamp Ingenieur- und Kraftwerksbau.
Zur Firmengruppe gehören auch Ballast Nedam (seit 2015/16) und der Schweizer Teil der ehemaligen Alpine (seit 2013).